# Farsman V. od Iberije
Farsman V. od Iberije (gruz. ფარსმან V), iz dinastije Hosroidi, bio je kralj Iberije (Kartlija, istočna Gruzija) od 547. do 561. godine. Na prijestolju je naslijedio svog oca, Bakura II.
Prema srednjovjekovnoj armenskoj adaptaciji gruzijskih kronika, za vrijeme vladavine Farsmana VI., Oseti (gruzijski naziv za Alane) napali su i opustošili Kartliju, što je natjeralo Farsmana da se stavi pod perzijsku zaštitu pod uvjetima plaćanja danka. Međutim, ova se inačica razlikuje od one koju je dao gruzijski izvornik u Povijesti kralja Vahtanga Gorgasalija, gdje se o Alanima ne govori ništa i podsjeća na ničim izazvan perzijski napad.
Na prijestolju ga je naslijedio nećak Farsman VI.